# Mesosiderite

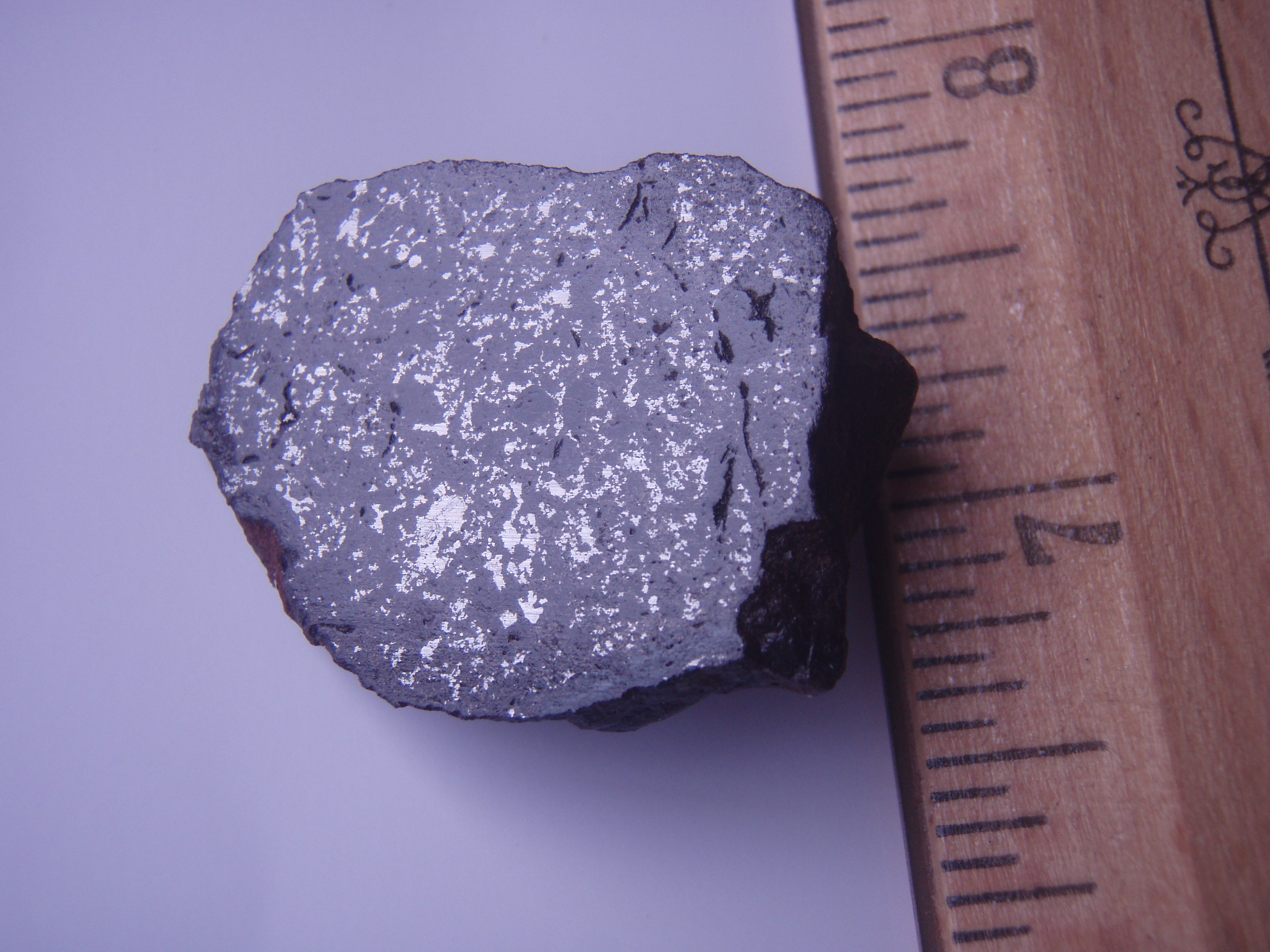
Campione di mesosiderite Vaca Muerta

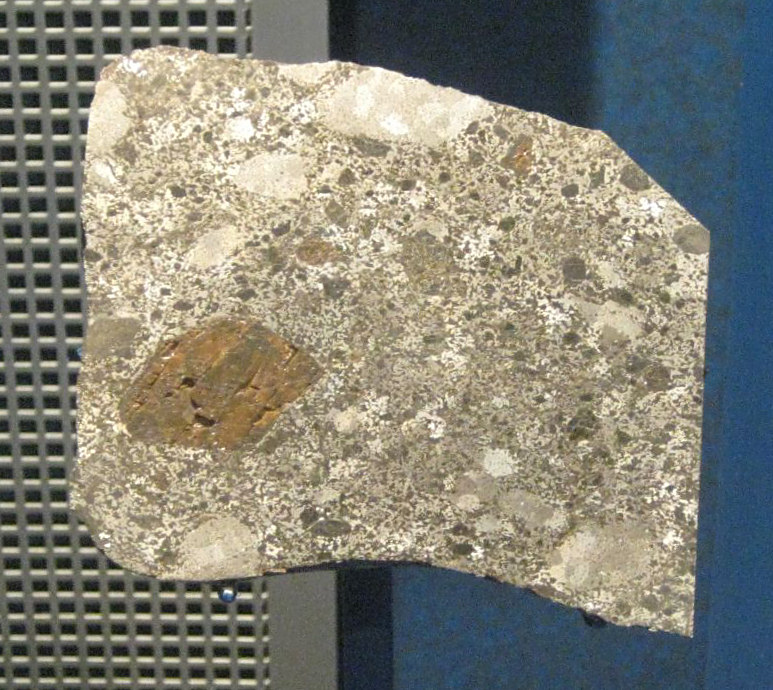
Campione di mesosiderite Chinguetti

Le mesosideriti, abbreviato comunemente MES, sono un tipo di meteorite ferro-roccioso caratterizzate da una matrice composta in parti approssimativamente uguali di una lega metallica di ferro e nichel e di silicati, brecce con una texture irregolare.

## Caratteristiche
Il metallo spesso si presenta come inclusioni rotondeggianti, ma anche come una fine matrice. La parte di silicati contiene olivina, pirossene, e feldspato ricco di calcio ed è simile nella composizione alle euctiti e alle diogeniti.

## Cadute
Si tratta di un tipo di meteorite abbastanza raro. Al giugno del 2011 c'erano soltanto 167 meteoriti mesosiderite conosciuti, di cui 51 di questi antartici e soltanto 7 cadute osservate. D'altra parte alcuni di questi sono tra le meteoriti non ferrose più grande conosciute.
Il meteorite Vaca Muerta, caduto nel deserto di Atacama in Cile è uno dei classici esempi di mesosiderite. Sparsi in una vasta area nei pressi della località Vaca Muerta, da cui il nome, furono trovati numerosi frammenti per una massa totale di circa 3800 kg.